# Bejt Zajit
Bejt Zajit (hebrejsky בֵּית זַיִת, doslova „Dům oliv“, v oficiálním přepisu do angličtiny Bet Zayit, přepisováno též Beit Zayit) je vesnice typu mošav v Izraeli, v Jeruzalémském distriktu, v Oblastní radě Mate Jehuda.

## Geografie
Nachází se 7 km západně od Jeruzaléma. Bejt Zajit leží na kraji Jeruzalémského lesa v Judských horách v údolí potoka Sorek. Podél jižního okraje obce do něj od východu teče vádí Nachal Revida. Sorek je poblíž vesnice přehrazen a nachází se zde umělé jezero Ma'agar Bejt Zajit.

## Dějiny

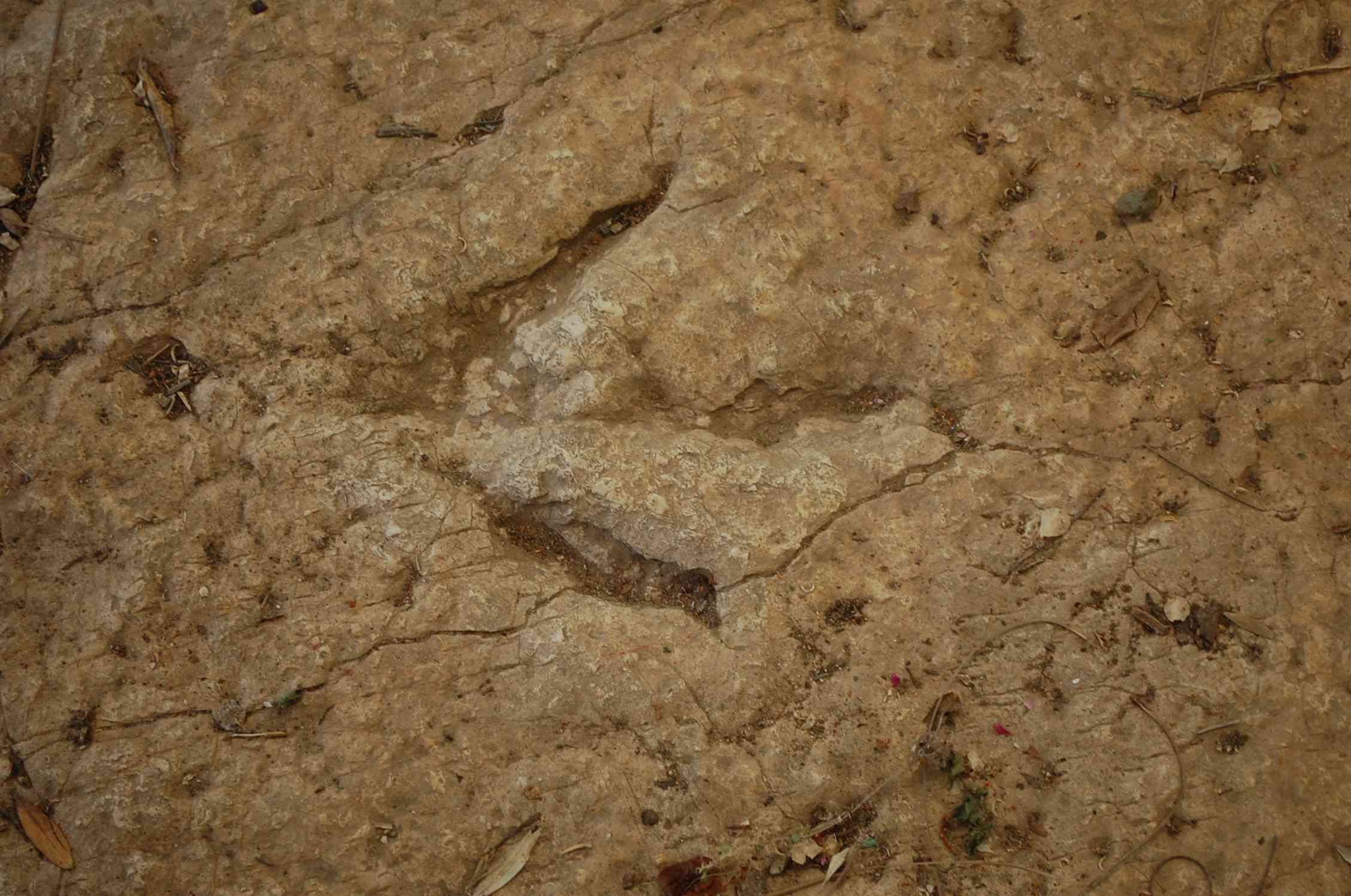
Stopa dinosaura

Vesnice byla založena roku 1949 imigranty z Jugoslávie, Rumunska a Maďarska a později také z Egypta.
Hospodářství je založeno především na ovocných sadech, pěstování zeleniny a drůbeže. Ve vsi je bazén. Nedaleko od ní se nachází nádrž Ejn Kerem, vybudovaná k zadržení vody zimních povodní.
Vesnice Bejt Zajit je zmíněna v knihách Makabejských, ale má se za to, že ležela více severně, asi na místě současné arabské vesnice Bir Zeit, severně od Ramalláhu.
Ve vesnici byly objeveny stopy dinosaura, nejspíše z rodu Ornithomimosauria. Jde o unikátní nález v Izraeli.

## Demografie
Podle údajů z roku 2014 tvořili naprostou většinu obyvatel v Bejt Zajit Židé (včetně statistické kategorie "ostatní", která zahrnuje nearabské obyvatele židovského původu ale bez formální příslušnosti k židovskému náboženství).
Jde o menší obec vesnického typu s dlouhodobě rychle rostoucí populací. K 31. prosinci 2014 zde žilo 1610 lidí. Během roku 2014 populace stoupla o 1,3 %.
| Rok            | 1961 | 1972 | 1983 | 1995 | 2001 | 2003 | 2004 | 2005 | 2006 | 2007 | 2008 | 2009 | 2010 | 2011 | 2012 | 2013 | 2014 |
| -------------- | ---- | ---- | ---- | ---- | ---- | ---- | ---- | ---- | ---- | ---- | ---- | ---- | ---- | ---- | ---- | ---- | ---- |
| Počet obyvatel | 421  | 553  | 703  | 870  | 1060 | 1152 | 1191 | 1252 | 1243 | 1259 | 1228 | 1388 | 1456 | 1554 | 1558 | 1589 | 1610 |